# Viol conjugal

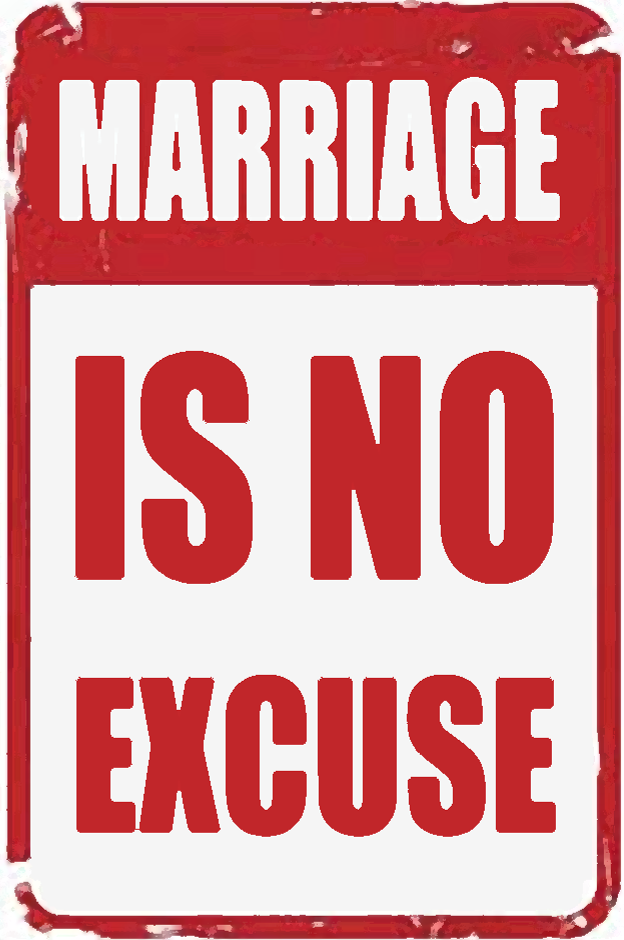
« Le mariage n'est pas une excuse » (pour commettre un viol)

Le viol conjugal est l'acte par lequel une personne impose un rapport sexuel non consenti à une personne qui partage sa vie dans le cadre d'une union conjugale. L'absence de consentement est l'élément central du viol conjugal, indépendamment de la violence physique. Le viol dans le cadre juridique du mariage constitue une violence conjugale et une agression sexuelle. Même si, historiquement, le rapport sexuel dans le cadre du mariage était considéré comme un droit pour l'époux, de nombreux pays ont adopté des législations qui qualifient de viol le rapport sexuel non consenti.
Les problèmes de violence sexuelle et de violence conjugale et familiale, et plus largement la violence contre les femmes, sont de plus en plus recensés et étudiés dans le monde à partir de la seconde moitié du XXe siècle. Toutefois, de nombreux pays n'ont pas inscrit le viol conjugal dans leur droit pénal ou, s'il est criminalisé, il fait l'objet d'une tolérance étendue. Les lois ne sont pas toujours appliquées en raison de facteurs comme la réticence des autorités à poursuivre en justice l'auteur du crime ou la méconnaissance de son illégalité dans la société.
Le viol conjugal est souvent l'expression d'une violence chronique contre la victime dans le cadre de relations abusives. Son existence est conditionnée à des éléments complexes, comme l'action des gouvernements, les pratiques culturelles et les idéologies sociétales, qui affectent les situations individuelles. La réticence à reconnaître comme un viol l'activité sexuelle non consentie au sein d'un couple marié et les freins à l'action judiciaire contre ses auteurs reflètent les visions traditionnelles du mariage, des interprétations religieuses, des préjugés sur la sexualité masculine et la sexualité féminine, ainsi que des normes culturelles voulant que l'épouse soit subordonnée à son époux. Ces comportements sont contestés dans nombre de pays occidentaux à partir des années 1960 et 1970, surtout dans la deuxième vague féministe, ce qui conduit à reconnaître aux femmes le droit de disposer de leurs corps et à rejeter l'idée qu'il puisse y avoir une exception dans le concept de viol parce qu'il serait exercé par le conjoint.
À partir de la fin du XXe siècle, de plus en plus de pays interdisent le viol conjugal, en comparaison des années 1970 où il existait peu de recours légaux contre ce crime. La législation du viol conjugal évolue de plusieurs manières pour définir ce type de viol comme un crime : abroger les lois qui font du mariage une exception où le viol est accepté, rendre des verdicts ou arrêts en ce sens, adopter des législations claires qui rejettent le mariage comme une cause d'exonération en cas de viol de l'époux ou de l'épouse, ou créer une réglementation spécifique interdisant cet acte.

## Histoire
Historiquement, dans de nombreux pays, le viol était vu comme un crime ou un préjudice envers les biens d'un homme (l'époux ou le père, en général). Cette vision reposant sur l'atteinte aux biens signifiait que le crime n'était pas légalement reconnu comme un préjudice envers la victime, mais plutôt envers son père ou son frère. Ainsi, par définition, il n'existait pas de notion de viol de l'époux sur l'épouse. L'idée qu'un conjoint ne peut être poursuivi à cause d'un viol sur son épouse est énoncée par Matthew Hale (1609–1676) dans l'ouvrage Historia Placitorum Coronæ (en), publié à titre posthume en 1736 ; il y déclare que « le mari ne saurait être coupable de viol commis par lui-même sur son épouse légitime, car par le consentement et contrat mutuels [des époux], l'épouse s'est ainsi abandonnée à son époux, et ne peut se rétracter ». Par ailleurs, les lois américaine et anglaise, ont adopté jusqu'au XXe siècle le principe de coverture, c'est-à-dire une doctrine légale voulant que, au moment de son mariage, les droits d'une femme sont assujettis à ceux de son mari. Cette idée impliquait qu'après la conclusion du mariage, un conjoint ne peut plus être accusé de viol contre l'autre conjoint, pas plus qu'il ne peut être sanctionné pour un viol sur sa propre personne.
Dans l'avant-propos de Understanding Marital Rape In a Global Context, Kersti Yllö annonce que « dans certaines cultures, le consentement d'une épouse n'est même pas envisagé. Les familles qui arrangent son mariage sont garantes de son consentement permanent ». Le contrôle sur la sexualité de l'épouse n'est qu'un aspect du contrôle plus vaste exercé par les hommes dans tous les domaines qui la concernent. Le contrôle du mari sur sa femme s'illustre aussi dans la manière dont l'adultère est décrit ; ainsi, en 1707, le Lord Chief Justice John Holt estime que l'acte d'un homme ayant une relation sexuelle avec l'épouse d'un autre représente « la pire manière d'empiéter sur la propriété d'un autre homme ». C'est pour cette raison que de nombreuses sociétés ont réuni les deux atteintes que sont le viol et l'adultère : toutes deux sont considérées et comprises comme une atteinte aux droits du mari. Le viol d'une femme mariée constituait un crime envers l'époux, et non envers la liberté de choix de l'épouse.
Jusque récemment, le viol était considéré comme un crime contre l'honneur et la réputation, non seulement dans les lois nationales, mais aussi au niveau international ; ainsi, en 1949, la Quatrième convention de Genève, dans son article 27, énonce : « Les femmes seront spécialement protégées contre toute atteinte à leur honneur, et notamment contre le viol, la contrainte à la prostitution et tout attentat à leur pudeur ». Ce n'est que dans les années 1990 que la Cour pénale internationale reconnaît que les crimes de violence sexuelle constituent de violentes atteintes aux personnes. Il a fallu attendre la seconde moitié du XXe siècle pour que le viol soit perçu comme une atteinte contre les femmes, contre leur dignité, au lieu de représenter une atteinte à l'honneur de sa famille ou de son conjoint.
Certaines valeurs culturelles et religieuses qui favorisent la subordination de l'épouse et l'inégalité sont considérées comme des points importants en matière de violence sexuelle contre les femmes ; or, certains auteurs ont appelé à analyser les normes culturelles de genre qui tolèrent cette violence, indépendamment des stéréotypes. En effet, Mala Htun (en) et S. Laurel Weldon (en) indiquent : « les politiques en matière de genre ne sont qu'un problème parmi de nombreux autres » et « Quand des pays d'Amérique latine réagissent plus vite pour combattre ces violences que les pays nordiques, il faut au moins envisager la possibilité qu'un regard neuf sur les regroupements d'États pourrait améliorer l'étude des politiques en matière de genre ». Les motifs de cette tolérance (en droit ou en pratique) envers la violence sexuelle hors mariage sont complexes : des causes souvent avancées pour expliquer, en général, les abus sexuels sont le manque de compréhension concernant la notion de consentement et de coercition, manque imputé aux carences dans l'éducation sexuelle et dans le débat public sur la sexualité ; proposer une éducation sexuelle centrée sur le consentement est une idée critiquée par certains.
D'après le rapport Mon corps m'appartient. Revendiquer le droit à l'autonomie et à l'autodétermination du Fonds des Nations unies pour la population en 2021, « quelles que soient les dynamiques interpersonnelles au sein du mariage, dans certains pays, la loi autorise les hommes à avoir un rapport sexuel avec leur femme, qu’elle le désire ou non ». En effet, « les normes patriarcales traditionnelles soutiennent qu’une fois que le mariage a été célébré, le corps de l’épouse "appartient" à son mari, lequel peut avoir un rapport sexuel avec celle‑ci dès qu’il le désire. Le viol conjugal n’a été reconnu et considéré comme une très grave violation des droits fondamentaux qu’au cours des dernières décennies. Les victimes de viol conjugal subissent les mêmes préjudices que toutes les autres victimes de viol, à savoir des séquelles psychologiques et des blessures physiques causées par le rapport sexuel forcé, des grossesses non désirées, des fausses couches et des infections sexuellement transmissibles ».

## Aspects légaux

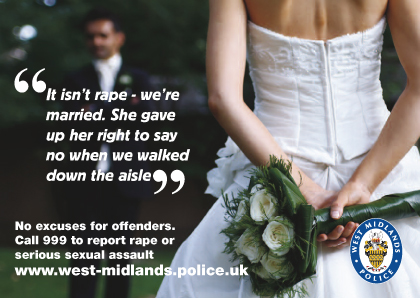
« Ce n'est pas un viol : nous sommes mariés. Elle a abandonné le droit de refuser quand nous nous sommes dit oui ». Campagne de sensibilisation par la en 2013.

### Critiques féministes auXIXesiècle
Au début du XIXe siècle, au sein du mouvement féministe, des militantes contestent le droit présumé des hommes à forcer ou contraindre leurs épouses à des activités sexuelles. Aux États-Unis, « le mouvement pour les droits des femmes a lutté, au XIXe siècle, contre la prérogative du mari de contrôler les relations charnelles avec son épouse ; ce mouvement a orchestré une campagne remarquablement développée, prolifique et insistante, compte tenu des tabous sociaux de l'époque concernant toute allusion à la sexualité ». Des suffragistes, comme Elizabeth Cady Stanton et Lucy Stone, « ont placé, au cœur de l'égalité, le droit des femmes à contrôler les rapports sexuels conjugaux ». Les revendications féministes du XIXe siècle sur le droit des femmes à contrôler leurs propres corps et leur fertilité présentent le consentement aux relations conjugales comme alternative à la contraception et à l'avortement (auxquels beaucoup sont opposées) ; ces revendications incorporent également les appréhensions eugénistes sur la procréation excessive.
Le mouvement pour l'amour libre, qui rassemble des personnalités comme Voltairine de Cleyre, Emma Goldman, Victoria Woodhull, Thomas Low Nichols et Mary Gove Nichols (en), émet une critique du viol conjugal et milite pour l'autonomie et le plaisir sexuel des femmes. Moses Harman, éditeur au Kansas et défenseur des droits des femmes, a subi deux séjours en prison pour infraction au Comstock Act car il avait publié des articles qui dénonçaient le viol conjugal (l'un par une femme victime de cet acte et l'autre écrit par d'un médecin qui recevait les victimes). Voltairine de Cleyre a pris la défense de Harman dans un article célèbre : « L'esclavage sexuel ». Elle y rejette toute distinction entre le viol hors mariage et le viol dans un couple marié.

### Pénalisation auXXesiècleetXXIesiècle
L'exception que représente le viol légitimé dans le cadre du mariage est perçue, plus largement, comme opposée aux concepts en élaboration sur les droits humains et l'égalité des personnes. Depuis les années 1960, des féministes s'engagent systématiquement pour renverser l'exonération d'un viol s'il est commis dans le mariage et pour inscrire le viol conjugal dans le droit pénal. La pénalisation de plus en plus fréquente du viol conjugal s'inscrit dans un mouvement mondial pour requalifier les crimes sexuels : « d'atteintes à la moralité, à la famille, aux bonnes mœurs, à l'honneur ou à la chasteté... [les crimes sexuels] deviennent des atteintes à la liberté, à l'autodétermination ou à l'intégrité physique ». En décembre 1993, le Haut-Commissariat des Nations unies aux droits de l'homme livre la Déclaration sur l'élimination de la violence à l'égard des femmes. Elle définit la « violence à l'égard des femmes », dont le viol conjugal.
L'importance des droits en matière de liberté sexuelle devient de plus en plus reconnue comme un point central des droits des femmes. En 2012, la Commissaire aux droits de l'homme, Navi Pillay déclare : « Les atteintes aux droits humains des femmes sont fréquemment liées à leur sexualité et à leur rôle procréatif (…) Dans de nombreux pays, les femmes mariées ne peuvent pas refuser un rapport sexuel avec leur conjoint et, souvent, elles n'ont aucune liberté en matière de contraception. (…) S'assurer que les femmes possèdent la pleine autonomie sur leurs corps est la première étape essentielle pour atteindre l'égalité entre les femmes et les hommes. La questions des choix personnels — décider quand, comment et avec qui elles acceptent un rapport sexuel et quand, comment et avec qui elles souhaitent avoir des enfants — est au cœur de leur possibilité de mener une vie dans la dignité ».
En 2006, une analyse approfondie du Secrétaire général des Nations unies sur toutes les formes de violences contre les femmes annonce : « Le viol conjugal peut faire l’objet de poursuites dans au moins 104 États. Trente-deux d’entre eux ont fait du viol une infraction pénale spécifique tandis que les 74 autres n’exonèrent pas le viol conjugal des dispositions générales concernant le viol. Le viol conjugal n’est pas une infraction passible de poursuites judiciaires dans au moins 53 États. Quatre États ont érigé le viol conjugal en infraction seulement lorsque les conjoints sont séparés de corps. Quatre États envisagent d’adopter une législation qui permettrait de rendre le viol conjugal passible de poursuites judiciaires ».
En 2011, ONU Femmes, dans le rapport Le progrès des femmes dans le monde : en quête de justice, annonce : « En avril 2011, au moins 52 États avaient explicitement rendu le viol conjugal illégal dans leur code pénal ».

### Héritages coloniaux et disparités juridiques
Traditionnellement, le viol constituait un crime sexuel qui ne pouvait être commis que hors mariage, et les tribunaux n'appliquaient pas les lois relatives au viol dans les relations charnelles contraintes entre des conjoints mariés. Sous l'effet de l'évolution des mentalités et de la condamnation internationale envers la violence sexuelle dans le couple, des tribunaux ont commencé à appliquer les lois relatives au viol entre époux mariés. Dans la décennie 2010, toutefois, la mise en pratique des législations est encore incertaine car aucun cas n'a été soumis à un jugement. Dans quelques pays, surtout ceux qui ont hérité du Code pénal indien de 1860 (en vigueur à Singapour, en Inde, au Bangladesh, au Sri Lanka et en Birmanie) ainsi que plusieurs dans les Caraïbes, la loi immunise sans ambiguïté les conjoints contre toute poursuite (ainsi, d'après le Code pénal indien de 1860, les lois sur le viol précisent : « Le rapport sexuel d'un homme sur sa propre épouse n'est pas un viol ».
Un pays où les lois sur le viol éliminent explicitement un époux contre toute action judiciaire est l'Éthiopie, où la loi déclare : « Article 620 : Viol. Quiconque oblige une femme à subir un rapport sexuel hors mariage, par recours à la force ou à une intimidation grave, ou après l'avoir rendue inconsciente et incapable de résister, est passible d'un emprisonnement strict dont la durée s'étend entre 5 ans et 15 ans ». Au Soudan du Sud, la loi indique : « Le rapport sexuel au sein d'un couple marié n'est pas un viol, aux termes de cette section » (article 247).
En revanche, en Namibie, la loi pénalise explicitement le viol conjugal : « Nul mariage, ou autre relation, ne peut représenter un moyen de défense face à une accusation de viol aux termes de cette loi ». Au Bhoutan, le viol conjugal est une infraction distincte : « Un défendeur est coupable de viol conjugal s'il a un rapport sexuel avec son propre conjoint sans avoir recueilli son consentement ou contre le gré de l'autre conjoint ».

### En Europe
En 1986 en Europe, un mouvement international fait pression pour inscrire le viol conjugal dans le droit pénal : la Résolution sur la violence contre les femmes du Parlement européen en 1986 plaide pour cette évolution. Cet appel est renouvelé par dans la Recommandation Rec (2002)5 du Comité des ministres aux États membres sur la protection des femmes contre la violence, au paragraphe 35 qui préconisent que les États membres prévoient « dans la législation nationale les mesures et sanctions appropriées permettant d'agir rapidement et efficacement contre les auteurs de violences ainsi que de réparer les torts causés aux femmes victimes de violences ; en particulier (…) incriminer les actes de violence sexuelle et le viol entre époux, partenaires habituels ou occasionnels, ou cohabitants ». Cette résolution définit également les violences commises à l'encontre des femmes en fournissant une liste d'exemples non exhaustive. Même s'il a existé une grande variation dans les approches sur la question des violences contre les femmes, une opinion traditionnelle voulait que ces actes violents enfreignent l'honneur et la moralité, au lieu d'y voir une atteinte contre le droit des intéressées à disposer d'elles-mêmes. Ainsi, la résolution du Conseil des ministres préconise de « faire en sorte que la législation pénale prévoie que tout acte de violence, notamment physique ou sexuelle, à l’égard d’une personne constitue une atteinte à la liberté et à l’intégrité physique, psychologique et/ou sexuelle de cette personne, et ne se fonde pas uniquement sur des atteintes à la morale, à l'honneur ou à la décence ». Le traitement des violences sexuelles ou autres envers les femmes dans certains pays européens n'était pas toujours aussi évolué que les droits des femmes dans d'autres domaines (comme la participation à la vie politique) ; certains pays comme la Finlande et le Danemark, progressistes dans plusieurs sphères, ont fait l'objet de critiques importantes sur les violences contre les femmes, comme l'illustre un rapport de 2008 écrit par Amnesty International, ce qui a provoqué des réformes en 2013,.
Les pays qui ont décidé de ratifier la Convention du Conseil de l'Europe sur la prévention et la lutte contre la violence à l'égard des femmes et la violence domestique, premier instrument contraignant en Europe en matière de violence contre les femmes, sont tenus de s'assurer que les actes sexuels non consentis commis contre un conjoint ou un partenaire sont déclarés illégaux. La Convention entre en vigueur en août 2014. Dans leur rapport explicatif de 2011, les délégués des ministres reconnaissent une longue tradition de tolérance, de jure ou de fait, envers le viol entre époux et la violence familiale :

« Bon nombre d’infractions établies en vertu de cette convention sont typiquement commises par des membres de la famille, des partenaires intimes ou d’autres personnes faisant partie de l’environnement social immédiat de la victime. Les exemples abondent, dans la pratique antérieure du Conseil de l’Europe, d’États membres dont l’approche, en droit ou en fait, autorise les exceptions à l’obligation de poursuivre, notamment lorsque la victime et l’auteur sont mariés ou ont entretenu une relation. L’exemple le plus frappant est le viol dans le cadre du mariage qui, pendant longtemps, n’a pas été reconnu comme un viol en raison de la relation entre la victime et l’auteur de l’infraction. »

### Évolutions du droit dans le monde
Certains États (dont plusieurs n'existent plus en 2020) ont été pionniers pour criminaliser le viol conjugal, comme l'Union soviétique en 1922, la Pologne en 1932, la Tchécoslovaquie en 1950 et quelques autres membres du bloc de l'Est ; la Suède l'a interdit en 1965 et la Norvège en 1971. La République socialiste de Slovénie, qui faisait partie de l'État fédéral de Yougoslavie, le criminalise en 1977. La Cour suprême d'Israël interdit le viol conjugal dans un arrêt en 1980, en s'appuyant sur le Talmud,.

## Prévalence

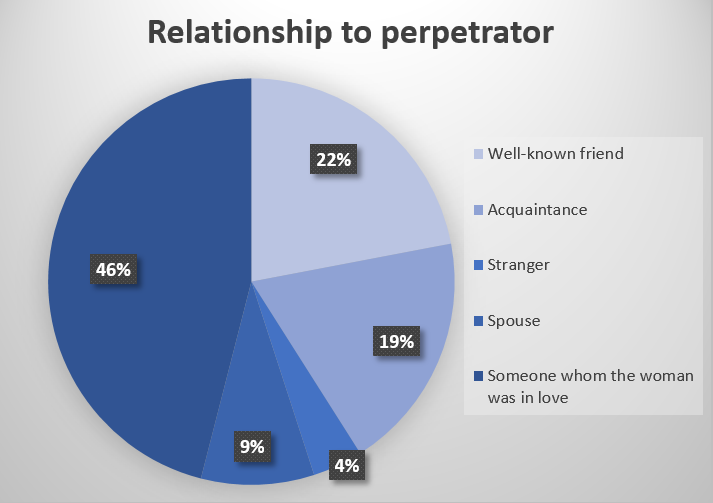
D'après une étude citée par Gary F. Kelly en 2011, 9% des femmes ou filles ayant subi un viol sont victimes de leur conjoint.

Il est délicat d'estimer la prévalence du viol conjugal, surtout hors des pays occidentaux. Dans de nombreuses cultures, il est tabou d'aborder des questions sexuelles. L'un des écueils dans les études sur le viol conjugal est la définition de consentement, qui n'est pas comprise dans de nombreuses régions. En effet, de nombreuses sociétés fonctionnent selon des normes qui établissent une moralité binaire en matière de sexualité : dans le cadre du mariage, il s'agit d'une obligation à laquelle on ne saurait se dérober, alors que la sexualité extraconjugale est mal vue (voire illicite ou illégale). Les questions de consentement sont peu assimilées, surtout chez les jeunes épouses, qui sont souvent des jeunes filles n'ayant guère de connaissance en matière de droits sexuels. Ainsi, lors d'un entretien dans le cadre d'une enquête pour l'Organisation mondiale de la santé (OMS), une femme du Bangladesh, qui déclarait subir les coups de son époux et forcée d'avoir des rapports avec lui, a commenté : « Je pensais que c'était seulement dans l'ordre des choses. C'est le comportement normal d'un mari ». Toutefois, les recherches ont permis de définir certaines régions où sévit un taux très élevé de violence (y compris la violence sexuelle) contre les femmes aux mains de leurs conjoints ou dans leur couple. Un pays correspondant à cette catégorie est l'Éthiopie,,. La prévalence du viol conjugal dépend d'un contexte juridique, national et culturel. En 1999, l'OMS mène une étude sur la violence contre les femmes au Tadjikistan sur 900 jeunes filles et femmes âgées d'au moins 14 ans dans trois départements du pays ; l'étude conclut que 47 % des femmes mariées déclarent que leur mari les a forcées à avoir des rapports sexuels. En Turquie, 35,6 % des femmes ont subi un viol conjugal et 16,3 % en sont souvent victimes.
En 1982, la militante et écrivain féministe Diana E. H. Russell mène une enquête sur le viol conjugal. Elle analyse 930 femmes de San Francisco en Californie (avec un taux de réponse à 50 % ; les femmes asiatiques non anglophones sont exclues), dont 644 sont mariées, divorcées ou qui déclarent avoir un époux même si elles ne sont pas mariées. Six d'entre elles (soit 1 %) déclarent avoir été victimes de viol par leur mari, leur ex ou leur compagnon. Néanmoins, les personnes ayant mené l'enquête estiment que 74 de ces répondantes (soit 12 %) ont subi un viol. Parmi les 286 femmes non mariées de l'étude, 228 (soit 80 %) sont catégorises comme victimes de viol. Russell conclut que, selon le classement des auteurs des entretiens, les actes répétés de viol commis par des époux ou des ex, sur l'ensemble de la durée du mariage, représentent 38 % de tous les cas de viol ; tous les autres viols recensés, soit 62 %, se produisent hors du mariage.
En 1985, David Finkelhor (en) et Kersti Yllo publient une enquête sur le viol conjugal, basée sur un échantillon choisi selon des critères scientifiques dans l'aire métropolitaine de Boston : la population se constitue de 323 femmes, soit mariées, soit ayant déjà vécu un mariage, vivant avec un enfant âgé de 6 à 14 ans. Les résultats de l'étude concluent que, chez les femmes mariées, les relations sexuelles subies par la force ou la menace représentent 3 %.
Le viol perpétré par un conjoint, un partenaire ou un ex est souvent assorti de violence physique. Selon une enquête menée dans neuf pays de l'Union européenne, les partenaires ou les ex sont les auteurs d'environ 25 % de la totalité des agressions sexuelles et les actes de violence sont plus fréquents dans ces agressions si elles sont commises par un ex (50 % du temps) ou un partenaire (40 %) que par un inconnu ou par une nouvelle relation (25 %).

### Agression sexuelle suivie de mariage
Dans diverses cultures, le mariage à l'issue du viol d'une femme célibataire est considéré comme une « résolution » du viol, comme un « mariage de réparation ». Dans certains pays, les auteurs d'une agression sexuelle peuvent échapper aux sanctions pénales en formulant une demande en mariage. Même si les lois de ce type sont souvent associées à la région du Moyen-Orient, en réalité elles ont existé ou elles persistent dans plusieurs sociétés contemporaines. Ainsi, en 1997, 14 pays d'Amérique latine possédaient une législation permettant à l'auteur d'une violence sexuelle d'échapper aux poursuites s'il épouse sa victime.

### Dans le cadre d'un mariage forcé et d'un mariage d'enfant
Dans de nombreuses régions du monde, le mariage forcé et le mariage d'enfant sont présents, notamment dans certains pays d'Asie et d'Afrique. Un mariage forcé est une union dans laquelle l'un des participants n'a pas formulé de consentement libre. Selon l’organisation américaine Human Rights Watch tout comme selon la Convention relative aux droits de l'enfant de l'Organisation des Nations unies, un mariage d'enfant est une union dans laquelle l'une de parties, ou les deux, n'ont pas atteint l'âge de 18 ans,.
Ces deux types de mariages sont corrélés à une fréquence plus élevée de violences familiales, y compris le viol conjugal,,. Ces types de mariages sont plus courants dans des sociétés traditionnelles où aucune loi n'existe pour sanctionner les violences sexuelles dans le couple marié, et où il est aussi très difficile de se libérer des liens du mariage. Certains incidents, comme au Yémen, ont attiré l'attention internationale,. L'Organisation mondiale de la santé, dans son Rapport mondial sur la violence et la santé de 2002, indique dans le chapitre 6 « Formes de violence sexuelle dites "coutumières" » : « Le mariage est souvent utilisé pour légitimer diverses formes de violence sexuelle contre les femmes. La coutume qui consiste à marier de jeunes enfants, et en particulier des fillettes, existe dans bon nombre d’endroits dans le monde. Or, cette coutume, qui est légale dans beaucoup de pays, est une forme de violence sexuelle, puisque les enfants concernés sont incapables de donner ou de refuser leur consentement. La majorité d’entre eux savent peu de chose, voire rien sur le sexe avant d’être mariés ». Les chiffres font état de 14 millions de mariage de jeunes filles de moins de 18 ans par an en 2013. Ces mariages sont considérés comme légaux dans beaucoup de pays.

## Atteintes physiques et psychologiques
Dans les enquêtes, établir les effets du viol conjugal se révèle ardu : en effet, il est presque impossible de trouver un échantillon assez significatif de victimes qui ont subi des violences sexuelles par leur conjoint, mais sans sévices physiques. Le viol conjugal expose la victime à des infections sexuellement transmissibles, y compris le VIH, qui portent préjudice à sa santé physique et psychique. Dans les pays d'Afrique subsaharienne où un fort taux de VIH est présent, comme au Lesotho (en), les cas de relations multiples et de viol conjugal aggravent la recrudescence du VIH.
Le viol par un inconnu, s'il est profondément traumatisant, est souvent un crime ne survenant qu'une seule fois et il est compris comme un viol. Or, dans le cas du viol par un conjoint ou par un partenaire de long terme, les antécédents de la relation produisent des effets différents sur la victime. Une enquête montre que le viol conjugal peut devenir plus destructeur pour la victime, tant physiquement que psychiquement, que le viol perpétré par un inconnu. Le viol conjugal peut s'inscrire dans le cadre de relations abusives. Le traumatisme issu du viol se cumule avec les répercussions d'autres violences, en actes ou en paroles. En outre, le viol conjugal constitue rarement un crime isolé : il tend à se répéter au fil du temps, voire à se produire fréquemment.
Contrairement à d'autres types de viol, où la victime peut se soustraire à la proximité avec le violeur et ne plus jamais le croiser, dans le viol conjugal, les victimes n'ont souvent pas cette possibilité et elles doivent mener la vie commune avec leur époux ; dans de nombreuses régions du monde, obtenir le divorce est très difficile et provoque de graves conséquences sociales. Selon les chercheurs Finkelhor et Yllö, dans leur étude de 1985 dans l'agglomération de Boston : « Quand une femme subit un viol par un inconnu, il lui faut vivre avec des souvenirs effrayants. Quand elle est violée par son conjoint, il lui faut vivre avec le violeur ».

## Facteurs concourant à la persistance du crime

### Droit
Si l'influence des gouvernements est importante, le viol conjugal repose souvent sur des conceptions culturelles. D'après Catharine MacKinnon et Andrea Dworkin, le problème de la violence sexuelle, y compris dans le couple, ne dépend pas de l'obédience politique (au sens où il y aurait une opposition entre la droite et la gauche) ; au contraire, le viol conjugal se nourrit de composantes culturelles omniprésentes : « La gauche et la droite ont adopté des visions différentes et cohérentes sur le viol, néanmoins aucune des deux tendances n'adopte sur ce chapitre le point de vue des femmes qui en sont victimes ».

### Invisibilisation culturelle
Dans certaines cultures, imposer à une épouse un rapport sexuel contre son gré n'est pas vu comme un acte moralement répréhensible, ce qui fait obstacle aux tentatives de mettre fin à ces violences. « Souvent, les hommes qui obligent leur épouse à avoir des rapports sexuels pensent agir légitimement parce qu’ils sont mariés avec cette femme ». Cette conception voulant que la relation sexuelle dans le mariage est « légitime » et qu'elle ne saurait être illégale, même sous la contrainte, se nourrit dans certaines régions des traditions relatives au prix de la mariée : le versement est considéré comme la permission pour un homme d'exercer un contrôle sur la sexualité et la procréation de son épouse. ONU Femmes préconise d'abolir la pratique du prix de la mariée et déclare : « la législation devrait Inclure une définition complète de la violence domestique, y compris ses formes physiques, sexuelles, psychologiques et économiques ».
Lors des enquêtes, des jeunes femmes issues de plusieurs lieux en Asie du Sud ont expliqué que même si les relations sexuelles leur sont pénibles et qu'elles ne souhaitent pas en avoir, elles se soumettent aux désirs de leurs époux, de crainte d'être battues en cas de refus. Dans de nombreux pays en développement, il existe une croyance répandue — tant chez les hommes que chez les femmes — qu'un mari a droit aux relations sexuelles chaque fois qu'il en demande et que, si son épouse refuse, il a le droit de recourir à la force. Ces femmes, dont la plupart sont illettrées ou très peu instruites, sont mariées très jeunes ; ainsi, au Bangladesh, d'après des statistiques de 2005, 45 % des femmes âgées de 25 à 29 ans étaient mariées à l'âge de 15 ans.
L'interdiction du viol est détournée à d'autres fins, comme la protection des droits des hommes et du mari, l'application de morales religieuses réprimant la sexualité hors mariage ou la protection du respect et de la réputation des femmes dans la société. Ces conditions ne favorisent pas la reconnaissance du concept de viol conjugal. Selon Richard A. Posner (en), « traditionnellement, le viol constitue une infraction car il frustre un père ou un époux d'un bien de valeur, à savoir la virginité de la fille ou la chasteté de l'épouse ». Dans divers pays du monde, comme le Maroc, l'Algérie, la Tunisie, la Jordanie, la sévérité d'une peine pour un viol dépend de la virginité antérieure de la victime,.

### Négociations des mariages arrangés
Dans de nombreuses cultures, les mariages sont encore arrangés, tant à des fins de procréation et de partage des biens que pour cimenter des relations dans la famille élargie ; ces négociations englobent souvent le prix de la fiancée ou la dot. Dans ce cadre, les mariages sont arrangés à l'avance comme un marché conclu entre des familles et des clans. Dans certaines sociétés, le refus d'un mariage arrangé provoque des crimes d'honneur, car la famille qui avait conclu le mariage risque de perdre la face si l'union est annulée,,. Même si de nombreux pays ont instauré des lois qui interdisent la dot, les hommes continuent d'en exiger le versement lors du mariage, surtout dans les aires rurales où l'application des lois est flottante. Au Bangladesh, les exigences de dot pour conclure un mariage sont corrélées à une augmentation des violences sexuelles. Si une femme cherche à obtenir le divorce ou la séparation sans l'accord de son mari ou de sa famille élargie, elle risque d'être victime d'un crime d'honneur. Dans les cultures où les mariages sont arrangés et où des biens sont échangés entre les familles, une femme souhaitant le divorce représente souvent une injure envers les hommes qui ont négocié cette affaire.

### Difficultés dans les poursuites contre les auteurs de viol conjugal
L'inscription du viol conjugal dans le code pénal ne signifie pas automatiquement que les lois sont mises en application. À l'échelle mondiale, des obstacles fréquents sont le manque de sensibilisation du public ainsi que la réticence, voire le refus catégoriques des autorités pour traduire en justice les auteurs du crime.
Un autre obstacle se présente avec les normes qui prévalent dans une société. Ainsi, si les normes sociales ne voient pas le viol conjugal comme une transgression, les lois pénalisant cet acte risquent de ne guère produire leurs effets en termes de condamnations. Par exemple, au Mali, il est impensable qu'une femme se refuse à son mari ; par conséquent, le viol conjugal n'est pas du tout considéré comme une violence contre l'épouse mais comme un incident dont l'épouse est fautive par son manquement à ses devoirs. D'après une enquête, 74 % des femmes au Mali disent qu'un mari peut à bon droit battre sa femme si elle se dérobe à ses avances sexuelles.
D'autres obstacles se présentent du fait que, dans certains pays où le viol conjugal est illégal, une part importante de la population ne connaît pas la législation. Dans certaines régions du monde, les lois punissant le viol conjugal sont récentes et peu appliquées : certaines personnes en ignorent l'existence. Autre explication : les normes traditionnelles relatives au mariage imprègnent largement les mentalités. D'importants segments de la population risquent de ne pas saisir qu'au regard des opinions modernes sur la sexualité, il est condamnable de contraindre une épouse à subir un rapport sexuel ; l'illégalité de cette pratique est inconcevable. Par exemple, un document d'Amnesty International montre que malgré l'illégalité du viol conjugal en Hongrie, un sondage de 2006 auprès de 1 200 personnes conclut que 62 % ne savaient pas que le viol entre époux est un crime passible de sanctions : plus de 41 % des hommes et près de 56 % des femmes pensaient que cet acte ne pouvait faire l'objet de poursuites en Hongrie et près de 12 % ne savaient pas ce qu'il en était. En 2003 à Hong Kong, soit 16 mois après l'inscription du viol conjugal dans le droit pénal, une enquête montre 40 % des femmes ne savaient pas que cet acte est illégal. Une étude menée en 2010 en Afrique du Sud (où le viol conjugal est criminalisé depuis 1993) montre que seuls 55 % des répondants souscrivaient à l'affirmation « Je crois qu'il est possible qu'une femme subisse un viol de son époux ».
Même si certains pays d'Afrique ont dernièrement promulgué des lois qui répriment le viol conjugal, imposer un rapport sexuel à son conjoint n'est pas une infraction sur la majorité du continent. En 2003, un document de Human Rights Watch énonce : « À quelques exceptions près sur le continent africain, le viol conjugal n'est pas reconnu comme un crime et la violence conjugale est perçue comme un droit des hommes mariés ». Dans la plupart des régions d'Afrique, il existe une tolérance très élevée envers les violences conjugales : des enquêtes auprès de femmes âgées de 15 à 49 ans qui pensent qu'un mari est fondé à frapper ou battre son épouse dans certaines conditions montrent de fort pourcentages d'avis en ce sens : 87 % au Mali, 8 % en Guinée, 80 % en République centrafricaine, 79 % au Soudan du Sud. Même si davantage de pays africains se dotent de lois contre la violence conjugale, leur application est entravée par les normes sociales : ainsi, en Éthiopie, une enquête montre que seules 49 % des femmes savent qu'il est illégal de battre son épouse (alors que la loi qui l'interdit existe depuis 2004),. La reconnaissance légale et sociale du viol conjugal en Afrique fait partie des obstacles à la lutte contre le VIH.